# 劳伦斯 J-1
劳伦斯J-1是一种由查尔斯·劳伦斯所发明的引擎，在20世纪20年代早期用于美国飞机上。这是一种9缸，气冷设计的引擎。

## 规格

### 一般规格
- 类型：9缸气冷星式引擎
- 内径：4.5英寸（114毫米）
- 行程：5.5英寸（144毫米）
- 排量：787立方英寸（12.9升）
- 净重：476英磅（216千克）

### 部件
- 散热系统：气冷

### 性能
- 输出功率：200马力（150千瓦）
- 推重比：1:2.38